# Hans Leyendecker

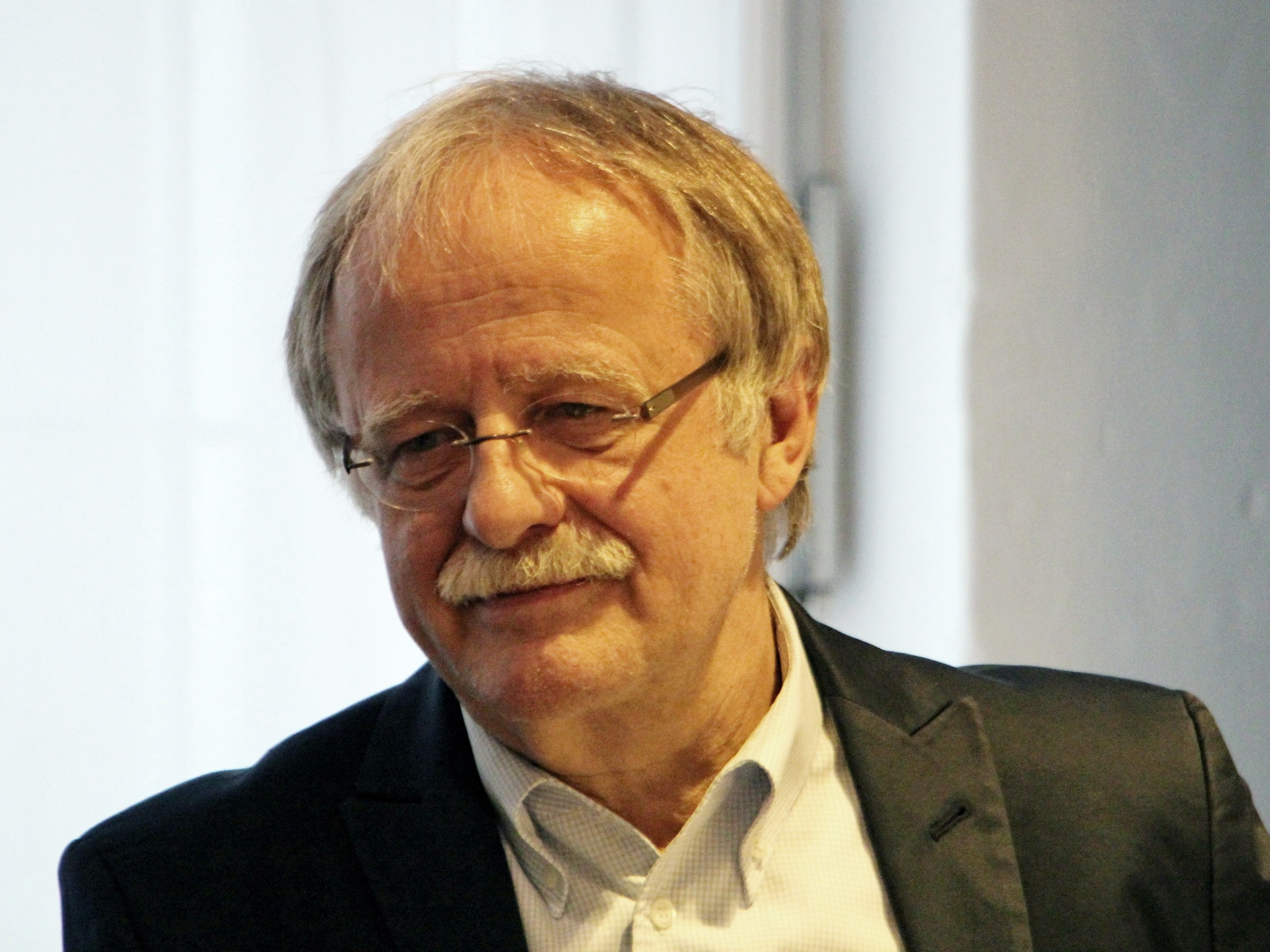
Hans Leyendecker 2014

Hans Leyendecker (* 12. Mai 1949 in Brühl) ist ein deutscher Journalist. Er gilt als einer der profiliertesten investigativen Journalisten und deckte seit 1982 viele politische Affären in Deutschland und im Ausland auf, steht aber auch wegen seines fehlerhaften Beitrags zum GSG-9-Einsatz in Bad Kleinen in der Kritik.

## Leben und Wirken
Nach dem Abitur machte er ein Volontariat beim Stader Tageblatt, bei dem er bereits als Auszubildender Leitartikel schreiben durfte. Anschließend war er freier Journalist im bayerischen Eichstätt. Nach einem Geschichtsstudium war er Lokalredakteur, Nachrichtenredakteur und Reporter bei der Westfälischen Rundschau in Dortmund. 1979 wechselte er zum Nachrichtenmagazin Der Spiegel, zunächst als Landeskorrespondent für Nordrhein-Westfalen in Düsseldorf. 1994 wurde er einer der Büroleiter des Spiegel in Bonn und 1995 Kolumnist und Ressortleiter für besondere Aufgaben in Hamburg.
1982 deckte er mit der Titelgeschichte Wohin flossen die Flick-Millionen? den Parteispendenskandal um Hans Friderichs und Otto Graf Lambsdorff auf, die sogenannte Flick-Affäre. Er spezialisierte sich auf die Gebiete Innenpolitik und Geheimdienste, enthüllte Plutoniumschmuggel beim Bundesnachrichtendienst (BND), die Traumschiff-Affäre um Lothar Späth und die Steueraffäre um Peter Graf.
Im Juli 1997 wechselte er nach einer Auseinandersetzung mit Spiegel-Chefredakteur Stefan Aust als Leitender Politischer Redakteur zur Süddeutschen Zeitung. Er wurde Leiter des Investigativressorts der Zeitung. Ende 1999 veröffentlichte er die CDU-Spendenaffäre um Bundeskanzler Helmut Kohl und Bestechungsversuche des Waffenhändlers Karlheinz Schreiber. Seit 2000 beschäftigte er sich unter anderem mit Nebenverdiensten von Politikern, mit dem Fußball-Wettskandal, der Visa-Affäre im Auswärtigen Amt, Falschinformationen der US-Regierung vor dem Irak-Krieg, der VW-Korruptionsaffäre sowie der Libyen-Affäre.
Leyendecker gehört dem Beirat von Transparency International an. 2001 war er Gründungsmitglied der Journalistenvereinigung Netzwerk Recherche und ist seither deren zweiter Vorsitzender.
Im August 2009 trug seine Recherche dazu bei, dass die Machenschaften von Doris Heinze, der damaligen Chefin des NDR-Fernsehspiels, aufflogen. Im Verlauf der Drehbuch-Affäre wurde sichtbar, dass Heinze mit Hilfe erfundener Autoren-Identitäten über einige Jahre ein System der Selbstbegünstigung etabliert hatte.
2011 deckte Leyendecker auf, dass der Chef der Gauselmann-Gruppe ungefähr 20 Jahre lang verdeckt Parteispenden gezahlt hatte.
Im Herbst 2015 machte Leyendecker in einem Interview seine Überlegungen öffentlich, in den Ruhestand zu gehen. Für 2016 kündigte er seinen Rücktritt als Leiter des SZ-Investigativressorts an. Zum September 2016 trat Nicolas Richter seine Nachfolge an.
Im Mai 2017 wurde der ehemalige Katholik Leyendecker als Präsident des 37. Deutschen Evangelischen Kirchentages 2019 in Dortmund benannt. Er trat an die Stelle von Frank-Walter Steinmeier, der nach seiner Wahl zum Bundespräsidenten für das Ehrenamt nicht mehr zur Verfügung stand.
Leyendecker ist verheiratet und hat fünf Kinder. Er lebt und arbeitet in Leichlingen im Bergischen Land.

## Haltungen zu gesellschaftspolitischen Themen

### Einschätzung von Wikileaks
Leyendecker erklärte im November 2010 in einem Interview des Schweizer Radio DRS, er habe WikiLeaks anfangs für einen Segen gehalten. Später aber sei deutlich geworden, dass WikiLeaks kein investigativer Journalismus sei, weil Quellen nicht geprüft und auch nicht hinreichend geschützt würden. Leyendecker sagte wörtlich: „Ich halte WikiLeaks heute für einen Bastard.“ Im Deutschlandradio Kultur erläuterte er, dass Quellenschutz für den „investigativen Journalisten“ auch bedeute, Informanten vor der eigenen Eitelkeit zu schützen.

### Blog-Kritik
Im Jahr 2007 löste Leyendecker Diskussionen über Weblogs aus, als er seine Wahrnehmung beschrieb, dass Blogger „Leute [seien], die zum Teil antidemokratisch sind, […] unqualifiziert zum Teil“. Weiter kritisierte er: „Ein Großteil der Sachen, die ich lese, ist böse, ist zynisch, ist verachtend, ist gegen jedermann“, und er forderte zur weiteren Beobachtung von Weblogs auf: „Nun wird man abwarten müssen, […] dass man das, was die Zeitung nicht leisten kann, was der Rundfunk nicht leisten kann, ob man das da hinbekommt“. Als positives Beispiel für ein Blog nannte er das Bildblog, das „so verdienstvoll wie kaum etwas“ sei, und wünschte für seine Zeitung: „Ein Süddeutsche-Blog wäre wunderbar.“

## Spiegel-Titelgeschichte zum GSG-9-Einsatz in Bad Kleinen
Am 27. Juni 1993 führte die Anti-Terroreinheit GSG 9 am Bahnhof von Bad Kleinen einen Einsatz durch, dessen Ziel die Festnahme führender RAF-Mitglieder war. Bei dem Zugriff wurden die RAF-Terroristin Birgit Hogefeld festgenommen und ihr Mitstreiter Wolfgang Grams und ein GSG-9-Beamter erschossen (siehe GSG-9-Einsatz in Bad Kleinen). Das Nachrichtenmagazin Der Spiegel widmete dem Einsatz daraufhin am 5. Juli 1993 seine Titelgeschichte „Der Todesschuß – Versagen der Terrorfahnder“, die von Hans Leyendecker verfasst worden war. Der zugehörige Artikel im Innenteil war mit der als Zitat gekennzeichneten Aussage „Tötung wie eine Exekution“ überschrieben und stellte die Behauptung auf, dass der bereits kampfunfähige RAF-Terrorist Wolfgang Grams durch die Elite-Polizisten aus nächster Nähe exekutiert worden sei. Leyendecker berief sich für diese Darstellung auf einen anonymen Zeugen, der selbst Polizeibeamter sei.
Der Bericht führte zu umfassenden politischen Verwerfungen. So erklärte der damalige Bundesinnenminister Rudolf Seiters (CDU) am 4. Juli 1993 seinen Rücktritt, nachdem er einen Vorabdruck des Artikels gelesen hatte und davon ausging, dass eine Untersuchung sich über Monate hinziehen werde. Zwei Tage später wurde der amtierende Generalbundesanwalt Alexander von Stahl durch Bundesjustizministerin Sabine Leutheusser-Schnarrenberger (FDP) entlassen.
In der Folge ergaben sich jedoch Zweifel an der Richtigkeit des geschilderten Sachverhalts. So kam die Staatsanwaltschaft Schwerin zu dem Ergebnis, dass „durchgreifende Zweifel“ an der Aussage des anonymen Zeugen bestünden. Seine Schilderung weiche von den Aussagen der anderen Beteiligten „unüberbrückbar“ ab. Die Schilderung sei letztlich „nicht von höherem Beweiswert als ein anonym weitergetragenes Gerücht“. Auch eine rechtsmedizinische Untersuchung der Universität Münster kam zu dem Schluss, dass das Blutspritzerbild vor Ort auf einen Suizid zurückzuführen sei. Hans Leyendecker selbst nahm im Nachgang Abstand von der Exekutionsthese und nannte den Artikel eine „verheerende Geschichte“ sowie seinen „verheerendsten Fehler“. Die Folgen seien gewesen, „dass eine Reihe von Leuten zurückgetreten sind, und eigentlich hätte ich auch gefeuert werden müssen.“ Leyendecker beharrte jedoch darauf, dass es den in Rede stehenden Informanten gegeben habe. Dieser habe ihm jedoch nicht die Wahrheit gesagt, wofür er sich bereits „unzählige Male entschuldigt“ habe.
Nachdem der Spiegel im Zuge der Affäre um teilweise erfundene Artikel durch den Redakteur Claas Relotius eine Aufklärungskommission eingerichtet hatte, die sich mit fehlerhafter Berichterstattung befassen soll, regte der frühere Generalbundesanwalt Alexander von Stahl an, dass sich die Kommission auch mit dem Spiegel-Artikel zu Bad Kleinen auseinandersetzen solle. Der ehemalige Bundesinnenminister Rudolf Seiters schloss sich dem an und forderte, die Identität des Informanten offenzulegen. Das Nachrichtenmagazin kündige daraufhin an, die entsprechende Geschichte von der Kommission überprüfen lassen zu wollen. Konkret soll der Frage nachgegangen werden, ob es wirklich einen Informanten aus dem Sicherheitsapparat oder nur einen anonymen Anrufer gegeben habe.
Der Aufklärungskommission liegt das Tonbandprotokoll eines anonymen Anrufs vor, bei dem sich der Anrufer als ein am Einsatz beteiligter Polizeibeamter ausgab. Der Anrufer soll aber laut Leyendecker nicht der Informant aus der Titelgeschichte gewesen sein. Eine Untersuchung kam zu dem Ergebnis, dass die Aussagen des Informanten aus der Titelgeschichte und die des Anrufers identisch sind. Leyendecker zufolge sollen die beiden sich abgesprochen haben. Im Oktober 2020 wurde der Abschlussbericht der Aufklärungskommission veröffentlicht. Während der damalige Chefredakteur Hans Werner Kilz die Aussage über einen zweiten Informanten bestätigte, sprachen laut der Aufklärungskommission die Aussagen von weiteren Spiegel-Redakteuren, der Gesprächsverlauf des Telefongesprächs, die wörtliche Übereinstimmung der Aussagen des vermeintlichen Informanten mit denen des anonymen Anrufers, und das jahrelange Schweigen Leyendeckers über eine zweite Quelle gegen die Existenz eines zweiten Informanten. Sie kam zu dem Ergebnis, dass Leyendeckers Version mit großer Wahrscheinlichkeit nicht die tatsächlichen Abläufe wiedergibt, es im Gegenteil als Quelle für die Behauptung einer Exekution eben nur einen anonymen Telefonanrufer gebe, was gegen journalistische Standards verstößt.

## Auszeichnungen
- 2000: Auszeichnung „Aufrechter Gang“ des Landesverbandes der Grünen Nordrhein-Westfalen
- 2001: Sonderpreis des Wächterpreises der deutschen Tagespresse, verliehen von der Stiftung „Freiheit der Presse“ für Leistungen im Zusammenhang der Aufdeckung der CDU-Spendenaffäre
- 2002 zeichnete ihn die Vereinigung italienischer Journalisten mit dem Microfono-D’Argento-Preis aus.
- 2004 bekam er den von der SPD ausgelobten Gustav-Heinemann-Bürgerpreis.
- 2006: Erich-Fromm-Preis (gemeinsam mit Heribert Prantl)
- 2007 wurde Leyendecker zusammen mit Nicolas Richter mit dem  Wächterpreis der Tagespresse für die Berichterstattung über das CIA-Opfer Khaled el-Masri ausgezeichnet.
- 2007 wurde Leyendecker zusammen mit Klaus Ott und Markus Balser für „Siemens-Schmiergeldskandal“ in der Süddeutschen Zeitung mit dem Henri-Nannen-Preis ausgezeichnet.
- 2010 wurde Leyendecker zusammen mit Klaus Ott und Nicolas Richter für „Stoibers Erbe wird zum Alptraum“ mit dem Helmut-Schmidt-Preis ausgezeichnet.
- 2010 wurde Leyendecker zusammen mit Martin Kotynek und Nicolas Richter der puk-Journalistenpreis für die Beiträge über den NDR-Drehbuchskandal verliehen.
- Im Jahr 2012 lehnte Leyendecker zusammen mit Klaus Ott und Nicolas Richter von der Süddeutschen Zeitung den ihnen zuerkannten Henri-Nannen-Preis ab, und zwar aus Protest gegen die zugleich vorgenommene Auszeichnung von Redakteuren der Bild-Zeitung (der Protest richtete sich ausdrücklich nicht gegen die Personen der Redakteure, sondern gegen den „Tabubruch“, dass erstmals eine Boulevardzeitung ausgezeichnet wurde).[26][27]
- 2015 wurde Leyendecker vom Medium Magazin mit dem Preis Journalist des Jahres für sein Lebenswerk ausgezeichnet.[28]
- 2017 wurde Leyendecker mit dem Ehren-Leuchtturm des Netzwerks Recherche ausgezeichnet.
- 2017 bekam Leyendecker den Ehrenpreis des Verbandes Freier Berufe.

## Schriften
- Wolfram Bickerich, Jürgen Leinemann, Hans Leyendecker: Bruder Johannes: Herausforderer Rau. Rowohlt Verlag, Reinbek 1986, ISBN 3-499-33068-7.
- Hans Leyendecker (Hrsg.): Das Lambsdorff-Urteil. Steidl Verlag, Göttingen 1988, ISBN 3-88243-111-3.
- Hans Leyendecker, Richard Rickelmann: Exporteure des Todes. Deutscher Rüstungsskandal in Nahost. Steidl Verlag, Göttingen 1990, ISBN 3-88243-180-6.
- Hans Leyendecker, Richard Rickelmann, Georg Bönisch: Mafia im Staat. Deutschland fällt unter die Räuber. Steidl Verlag, Göttingen 1992, ISBN 3-88243-231-4.
- Georg Bönisch, Hans Leyendecker: Das Geschäft mit der Sterbehilfe. Steidl Verlag, Göttingen 1993, ISBN 3-88243-255-1.
- Klaus Brinkbäumer, Hans Leyendecker, Heiner Schimmöller: Reiche Steffi, armes Kind: Die Akte Graf. Hamburg 1996, ISBN 3-455-15005-5.
- Hans Leyendecker, Heribert Prantl, Michael Stiller: Helmut Kohl, die Macht und das Geld. Steidl Verlag, Göttingen 2000, ISBN 3-88243-738-3.
- Hans Leyendecker: Die Korruptionsfalle: Wie unser Land im Filz versinkt. Rowohlt Verlag, Reinbek 2003, ISBN 3-498-03915-6.
- Hans Leyendecker: Die Lügen des Weißen Hauses: Warum Amerika einen Neuanfang braucht. Rowohlt Verlag, Reinbek 2004, ISBN 3-498-03920-2.
- Rudolf Gerhardt, Hans Leyendecker: Lesebuch für Schreiber: Vom richtigen Umgang mit der Sprache und von der Kunst des Zeitungslesens. Fischer Verlag, Frankfurt am Main 2005, ISBN 3-596-16411-7.
- Hans Leyendecker: Journalismus braucht Recherche. In: Axel Balzer, Marvin Geilich, Shamim Rafat (Hrsg.): Politik als Marke: Politikvermittlung zwischen Kommunikation und Inszenierung. Lit-Verlag, Münster 2005, ISBN 3-8258-8146-6.
- Hans Leyendecker: Die große Gier – Korruption, Kartelle, Lustreisen: Warum unsere Wirtschaft eine neue Moral braucht. Rowohlt, Berlin 2007, ISBN 978-3-87134-594-4.